# シアニン (配糖体)
シアニン（英語: cyanin）または、シアニジン-3,5-ジグルコシド（英語: Cyanidin-3,5-diglucoside）は、シアニジンの3位と5位にそれぞれ1分子ずつのグルコースがグリコシド結合したアントシアニジン配糖体である。
天然ではラポンティカム属（キク科）、ヤグルマギク・バラの花、クロマメ・シソの葉に含まれる。